# Ashville (Pensilvânia)
Ashville é um distrito localizado no estado norte-americano de Pensilvânia, no Condado de Cambria.

## Demografia
Segundo o censo norte-americano de 2000, a sua população era de 279 habitantes. 
Em 2006, foi estimada uma população de 264, um decréscimo de 15 (-5.4%).

## Geografia
De acordo com o United States Census Bureau tem uma área de 
0,5 km², dos quais 0,5 km² cobertos por terra e 0,0 km² cobertos por água. Ashville localiza-se a aproximadamente 607 m acima do nível do mar.

## Localidades na vizinhança
O diagrama seguinte representa as localidades num raio de 12 km ao redor de Ashville. 